# Апи (пиће)
Апи (шп. Аpi), типично је Алтипаланоа Анди пиће којe се конзумира у департманима Ла Паз, Оруро, Потоси , Чукисака,Тариха и Кочабамба. Пиће се прави од љубичастог кукуруза (који му и даје пурпурну боју). Ова врста кукуруза долази из долине Тупиза, Шукусака и Тарија.
Реч „Апи” потиче из кечуанског језика који је домородачки језик који се говори у западним деловима Јужне Америке. Заузима четврто место по броју говорника у Америци и сматра се најраспрострањенијим домородачким језиком на америчком континенту, кога следе гварани и, на трећем месту, ајмара. На кечуанском језику Апи значи спремити заједно са брашном, што и описује овај оригиналан напитак.

## Љубичасти кукуруз
Љубичасти кукуруз је сорта кукуруза која се гаји на планини Анда, претежно на територији Перуа, Боливије и Аргентине као и у перуанском приобалном појасу. У широкој је употреби од периода пре цивилизације Инка, а представљале су га разне културе у чијим ћуповима је и пронађен најстарији траг ове посебне и ретке намирнице. Намирница је била у употреби као и лек који је имао само позитивне резултате.
Перу броји преко 50 сорти овог кукуруза, а сваки регион носи своје специфичности. Имах их у више боја: постоји бели, жути, црвени, роза, љубичасти, браон, плави, сиви кукурз који се користи на исти начин као и љубичасти. Љубичаста је основни састојак најраспростањенијег освежавајућег пића који се назива „морада” као и разиличитих посластица. Традиционално се користи код припреме разних јела али и пецива.
Постоји више варијетета љубичастог кукуруза које се данас узгајају на територији Перуа. Узгој ове културе је подигнут са локалног нивоа 2003. године, када је Јапан као прва земља показао интерес за откупом ове намирнице. Уз годишњи раст производње у просеку од 20%, данас је један од основних извозних намирница Перуа и његов узгој првенствено је заступљен у регионима Лима и Кајамарка. 

## Рецепт
За припрему је потребно:
- две шоље љубичастог кукуруза
- пет шоља воде
- два штапића коре цимета
- два каранфилића
- корица поморанџе
- мало шећера

Иако постоје различити рецепти који зависе од регије где се пиће прави, традиционални рецепт Апија је:
- Потопите две шоље млевеног љубичастог кукуруза у пет шоља воде и оставите два сата како би кукуруз испустио своју боју. Након два сата прокувајте десет шоља воде са два штапића коре цимета, два каранфилића, корицом поморанџе и  мало шећера којег ћете додати по укусу. Кукуруз процедити и додати у припремљену воду. Ово пиће се може пити хладно или топло. По жељи конзумирати га уз крофне.[10]

## Галерија
- Мазамора
- Епи од белог брашна
- Сангито
- Маземора од белог кукуруза
- Маземора са гризом